# 三氟化氯
三氟化氯是无机化合物 ，分子式为ClF3。这种物质气态时为淡黄色，有毒，有强腐蚀性，液态时为黄绿色，一般将其压缩成液体销售。该物质主要的用途是火箭燃料，半导体行业中清洗和蚀刻，核反应堆加工燃料，以及一些其他用途。

## 制备、结构和性质
拉夫（Ruff）和克鲁格（Krug）在1930年氟化氯气并报告发现了这种物质。这个反应也生成一氟化氯，可以通过蒸馏使其分离。
3 F2  +  Cl2  →  2 ClF3
ClF3 形状大致是T形, 有一个短键 (1.598 Å) 和两个长键 (1.698 Å). ，孤对电子占据两个赤道位置，与共价键一起形成一个三角双锥。这种结构与价层电子对互斥理论的预测一致。较长的Cl-F键与超价键一致.
ClF3主要用来生产六氟化铀（UF6），以及核燃料加工和后期处理，主要反应方程式:
U + 3 ClF3 → UF6 + 3 ClF

## 危害
ClF3是一种很强的氧化剂、氟化剂。它能与大多数无机物、有机物甚至塑料反应，可以使许多材料不接触明火就燃烧。这些反应通常很剧烈，在某些情况下甚至会爆炸。它与一些金属反应生成氯化物和氟化物，与磷反应生成三氯化磷和五氟化磷，而与硫反应生成二氯化硫和四氟化硫。 ClF3也与水剧烈反应，水解产生有毒物质，例如氟化氢。H2S在室温下与ClF3混合就会爆炸。
超过氧氣的氧化性使ClF3能腐蚀通常视为不可燃的含氧材料。它能点燃沙子、石棉、玻璃，甚至是在氧气中烧过的灰烬。在一起工業意外中，900千克ClF3泄漏，烧穿了下面30厘米厚的混凝土和90厘米厚的礫石。任何和三氟化氯接觸的設備必須经过仔細挑選和清潔, 因為任何污染都可以烧穿钝化膜，使它来不及重新生成。ClF3引起的火势只能用氮气或氩气等稀有气体灭掉，且使该区域保持凉爽，直至反应结束。ClF3会与水或二氧化碳反应，因此用它们灭火只会适得其反。

## 应用

### 火箭推进剂
三氟化氯已經發展成火箭推進劑的高性能可儲存氧化劑。然而一些處理上的問題使它受限，約翰·D·克拉克在其著作《Ignition!: An informal history of liquid rocket propellants》中阐述了以下困難：
|  | 这种物质毒性自然极强，但這并不是最重要的問題，其与任何燃料相遇都會燃烧，而且這一过程发生速度是如此之快以致於測量不到點火延遲。它和衣服、木頭、測試工程師们接觸都會燃烧，一些常识中的不燃物质如石棉、砂子和水与三氟化氯接触也无一幸免，尤其和水反应會产生爆炸。它可以被存放在某些工程金屬裡——鋼、銅、鋁等，因為在界面处形成稳定氟化物薄膜隔离了金屬和三氟化氯，就像鋁表面那层不易被发觉的致密氧化鋁，保护鋁不至在空氣中变成粉末。值得注意，当這層氟化物融化或被刮伤，且无法及时再次形成时，消防员就要面對一场金屬——三氟化氯反应引发的火灾。對於应对这种事故，我一直以來都建议实验人员为自己准备一雙好跑鞋。 |

### 半导体工业
在半导体工业中，三氟化氯被用于清洁化学气相沉积的反应舱。 它具有不需拆卸反应舱就可以清除舱壁附着的半导体物质这一优点。 与其它代替的清洁剂不同，三氟化氯在使用前不需经过等离子体激化，因为反应舱残存的热量就足以使它分解并与半导体材料反应。